# Escape (Earth & Fire Orchestra)
Escape is het tweede studioalbum van het Earth & Fire Orchestra of wel Chris Koerts en Gerard Koerts. Beide heren zagen zich op dit album opgenomen in de Musiko Studios herenigd met Earth & Fire drummer Ab Tamboer. Het trio had al eerder bijdragen geleverd aan album 11 en 12 van Kinderen voor Kinderen. Opmerkelijk daarbij was het nummer Als niemand kijkt, geschreven door de gebroeders Koerts van Earth & Fire en Henk Temming en Sander van Herk van Het Goede Doel; Tamboer speelde in beide bands. Van het instrumentale album is nauwelijks iets bekend, want Nederland was Earth & Fire al grotendeels vergeten, behalve voor de periode jaren 70. OOR's Pop-encyclopedie (versie 1992) vermeldde de band nog, daarna verdween ze uit de boeken. Ook de fansite wist niets meer te melden over dit album dan de tracklist (gegevens 2021).    

## Musici
- Chris Koerts, Gerard Koerts, Ab Tamboer - muziekinstrumenten

## Muziek
| Nr. | Titel                                                    | Duur  |
| --- | -------------------------------------------------------- | ----- |
| 1.  | Escape (Chris Koerts, Gerard Koerts, Ab Tamboer)         | 7;18  |
| 2.  | Excuse (Chris Koerts, Gerard Koerts,)                    | 6:05  |
| 3.  | St Elmo’s fire (Chris Koerts, Gerard Koerts, Ab Tamboer) | 9:10  |
| 4.  | Safety zone (Chris Koerts, Gerard Koerts)                | 7:02  |
| 5.  | Testament of hope (Chris Koerts, Gerard Koerts)          | 10:52 |
| 6.  | Daydreams (Chris Koerts, Gerard Koerts, ab Tamboer)      | 6:08  |
| 7.  | Exit (Chris Koerts, Gerard Koerts, ab Tamboer)           | 5:56  |